# Don Shirley
Donald Walbridge Shirley (Pensacola, 29 gennaio 1927 – New York, 6 aprile 2013) è stato un compositore e pianista statunitense.

## Biografia
Ha iniziato a studiare pianoforte all'età di due anni. All'età di nove anni, ha studiato teoria musicale al conservatorio di Leningrado. Nel 1945 Shirley eseguì il Concerto per pianoforte e orchestra n. 1 di Čajkovskij con la Boston Pops Orchestra. L'anno successivo, Shirley eseguì una delle sue composizioni con la London Philharmonic Orchestra. Nel 1949 ricevette un invito dal governo haitiano a suonare all'Esposizione Internazionale del bicentenario di Port-au-Prince, seguita da una richiesta del presidente Estimé e dell'arcivescovo Le Goise affinché ripetesse la sua esibizione la settimana successiva.
Nel 1955 Shirley incise con Cadence Records il suo primo LP, Tonal Expressions. Ne avrebbe registrato diversi altri sempre con Cadence. Nel 1961, il suo singolo Water Boy raggiunse il numero 40 della Billboard Hot 100 e rimase in classifica per 14 settimane. Il 16 marzo 1955 suonò con la NBC Symphony Orchestra alla prima del concerto per pianoforte di Duke Ellington al Carnegie Hall.
Durante gli anni sessanta, Shirley tenne vari concerti, tra i quali alcuni nel sud degli Stati Uniti e assunse come autista e guardia del corpo il buttafuori notturno Tony "Lip" Vallelonga. Da questa vicenda ha tratto ispirazione il film Green Book, il cui titolo prende il nome dal Negro Motorist Green Book, guida turistica per i viaggiatori afroamericani. Ha scritto sinfonie per la New York Philharmonic e la Philadelphia Orchestra. Si esibì come solista al Teatro alla Scala di Milano in un programma dedicato alla musica di George Gershwin. Non voleva essere definito musicista di jazz.
Morì nel 2013 all'età di 86 anni, nella sua casa a Manhattan, a causa di una malattia cardiaca.

## Opere

### Con Cadence Records
- 1955 – Tonal Expressions
- 1956 – Orpheus in the Underworld
- 1956 – Piano Perspectives
- 1956 – Don Shirley Duo
- 1957 – Don Shirley with Two Basses
- 1957 – Improvisations
- 1959 – Don Shirley Solos
- 1960 – Don Shirley Plays Love Songs
- 1960 – Don Shirley Plays Gershwin
- 1960 – Don Shirley Plays Standards
- 1960 – Don Shirley Plays Birdland Lullabies
- 1960 – Don Shirley Plays Showtunes
- 1961 – Don Shirley Trio
- 1962 – Piano Arrangements of Famous Spirituals
- 1962 – Pianist Extraordinary
- 1962 – Piano Spirituals
- 1962 – Don Shirley Presents Martha Flowers
- 1960 – Drown in My Own Tears

### Altro
- 1959 – Don Shirley (Audio Fidelity)
- 1965 – Water Boy (Columbia)
- 1969 – The Gospel According to Don Shirley (Columbia)
- 1969 – Don Shirley in Concert (Columbia)
- 1972 – The Don Shirley Point of View (Atlantic)
- 2001 – Home with Donald Shirley